# أندي باري (لاعب كرة قدم)
أندي باري (بالإنجليزية: Andy Parry)‏ هو لاعب كرة قدم بريطاني في مركز الدفاع، ولد في 13 سبتمبر 1991 في ليفربول في المملكة المتحدة. لعب مع نادي ألترينتشام ونادي بارو ونادي ساوثبورت ونادي كيترينغ تاون ونادي لوتون تاون.

## وصلات خارجية
- أندي باري على موقع قاعدة بيانات كرة القدم.إي يو (الإنجليزية)
- أندي باري على موقع Soccerbase.com (لاعب) (الإنجليزية)
- أندي باري على موقع Soccerway.com (الإنجليزية)